# IWS Woolmark Company

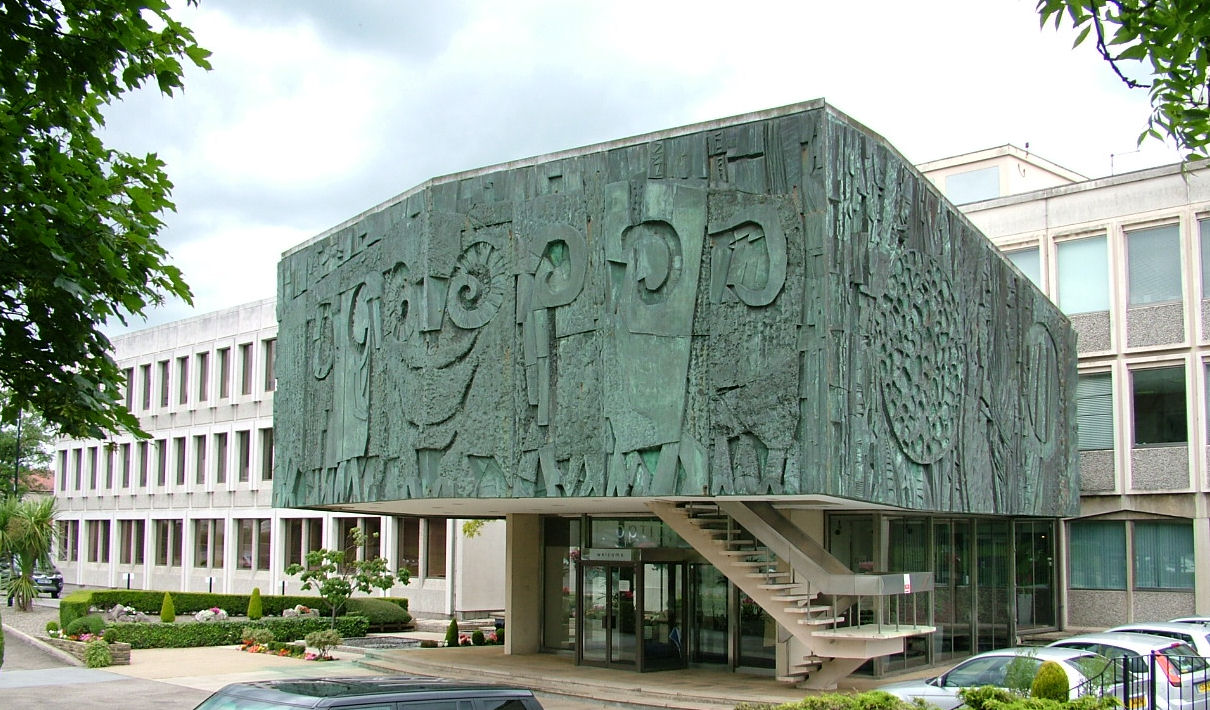
Segretariato dell'IWS a Ilkley

La IWS (International Wool Secretariat) è l'organismo fondato nel 1937 dagli allevatori di pecore dell'Australia, della Nuova Zelanda, del Sudafrica, dell'Uruguay (l'80% della produzione mondiale di lana) per promuovere l'uso della pura lana vergine. Detiene i diritti del marchio di qualità Pura lana vergine (Woolmark). Nel 1997 cambia la propria denominazione in The Woolmark Company; l'ente è stato acquisito dall'Australian Wool Innovation Limited (AWI).

## Storia
Dalla sua fondazione nel 1937 in un breve arco di tempo l'ente diventa molto importante, dopo la seconda guerra mondiale la IWS inizia a promuovere l'esportazione della lana negli Stati Uniti e in Sudafrica, successivamente l'ente inizia a globalizzarsi istituendo filiali in tutto il mondo.

Nel 1947 vengono istituite succursali in Belgio, Francia e Italia, l'anno successivo in Canada, Paesi Bassi, Svezia e Svizzera. Nel 1951 si espande anche in Germania e l'anno dopo fonda una sede in Giappone. Nel 1953 nasce negli Stati Uniti la USA Wool Promotion Act, un ente creato per finanziare le ricerche sulla lana. Nel 1963 viene fondata la AWTA, ente operativo per la sperimentazione della lana con sede in Australia.

Il 1964 è un anno importante per la storia dell'IWS, proprio in questo anno nasce infatti il certificato di qualità che identifica i prodotti contenenti unicamente lana al 93,7 % diventando il più prestigioso marchio nel campo tessile.

Il grafico italiano Franco Grignani definisce il logo per tale certificato: il Woolmark, una rappresentazione stilizzata del gomitolo di lana destinata a diventare uno dei marchi più famosi al mondo. Nel 1969 la società si espande ad altri settori tessili, fra i quali la produzione dei tappeti, due anni dopo quindi viene introdotta una nuova certificazione, il "Woolmark Blend", che identifica prodotti ottenuti tramite miscele con lana dal 50% al 99%; anni dopo arriverà il "Wool Blend" per le miscele con la lana dal 30% al 49%.
Attorno agli anni '90 la società incontra numerosi cambiamenti burocratici, viene fondato nel 1993 un importante istituto di organizzazione e promozione per la ricerca denominato AWRAP che avvìa una grande manovra di fusione a cavallo fra il 1994 e il 1995 che termina con l'assorbimento della IWS all'interno dell'AWRAP. L'IWS qualche anno più tardi, nel 1997 cambia la propria denominazione in Woolmark Company.

Nel 1998 all'interno della società iniziano ad esserci dissensi per la nuova gestione e due anni più tardi viene annunciata una nuova società denominata semplicemente Wool, che preannuncia un grande scisma all'interno della AWRAP, scisma che darà origine a due società (figlie) nel gennaio del 2001. Nell'agosto del 2000 il marchio Wool entra nel mercato del tempo libero, lanciando dei prodotti sportivi denominati Sportwool, in collaborazione con la squadra inglese di calcio Manchester United. Nell'Aprile del 2002, la AWRAP quindi si divide in due società distinte: la "Wool" diventa AWI (Australian Wool Innovation Limited) dalla AWS (Australian Wool Service) e nell'ottobre 2007 l'AWI acquisisce completamente da AWS la Woolmark Company.
A partire dall'America's Cup 2021 l'ente è uno degli sponsor e fornitori dell'imbarcazione italiana Luna Rossa, sulla cui vela e negli equipaggiamenti compare il Woolmark.